# Oreye
Oreye (en való Oreye, en neerlandès Oerle) és un municipi belga de la província de Lieja a la regió valona. Comprèn les seccions de Lens-sur-Geer, Grandville, Bergilers, i Otrange (en neerlandès Wouteringen). L'1 de gener del 2024 tenia 4.029 habitants.